# Henrik Larsson
Henrik „Henke“ Larsson, MBE (* 20. September 1971 in Helsingborg) ist ein ehemaliger schwedischer Fußballspieler und jetziger -trainer. Im Jahr 2005 zeichnete ihn der schwedische Fußballverband mit dem Titel „König der schwedischen Fußballgeschichte“ zum besten schwedischen Spieler der vergangenen 50 Jahre aus.

## Karriere als Aktiver

### Vereine

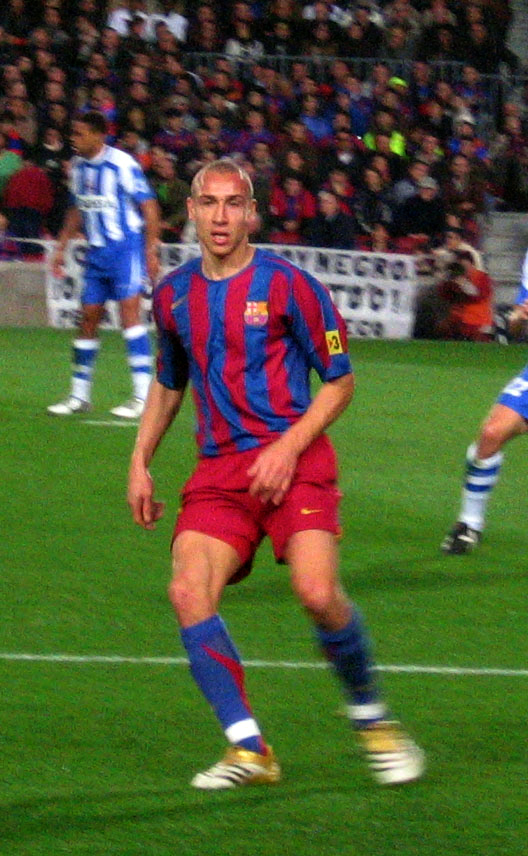
Henrik Larsson im Trikot des FC Barcelona (2006)

Henrik Larsson wurde am 20. September 1971 in der südschwedischen Stadt Helsingborg geboren. Er ist der außereheliche Sohn seiner schwedischen Mutter Eva Larsson und seines von den Kap Verden stammenden Vaters Francisco Da Rocha. Die Familie lebte im Einwandererviertel Högaborg. Die Eltern trennten sich, als Henrik zwölf Jahre alt war und er führte fortan den Nachnamen seiner Mutter. Als Kind spielte er für die Nachwuchsmannschaften von Högaborgs BK, für die er mit 17 Jahren in der vierthöchsten Spielklasse Schwedens (Supertvåan) debütierte. Neben seiner halbprofessionellen Fußballerkarriere arbeitete Larsson als Verpacker im Fruchthandel. 
1992 wechselte Larsson zum Zweitligisten Helsingborgs IF und hatte mit 34 Toren in 31 Spielen großen Anteil am Aufstieg in die Allsvenskan. Gleich in seiner Premierensaison in Schwedens höchster Liga (1993) konnte er sich als Torjäger profilieren (25 Einsätze/16 Tore). Im November 1993 wagte Larsson den nächsten Karriereschritt und wechselte zu Feyenoord Rotterdam in die niederländische Eredivisie, für die er in drei Jahren in 101 Ligaspielen 26 Tore erzielte. Mit Feyenoord gewann er zweimal den KNVB-Pokal (1994, 1995).
Als entscheidender Transfer in Larssons Karriere sollte sich sein Wechsel zu Celtic Glasgow im Juli 1997 erweisen. Die Ablösesumme lag bei umgerechnet 750.000 Euro und der Schwede entwickelte sich zu einem der besten Mittelstürmer in der langen Geschichte Celtics. In sieben Jahren erzielte Larsson 240 Tore, nach anderen Quellen 242 Tore, davon allein 174 in der Scottish Premier League. Gleich 1997/98 gewann Larsson mit den Celtics die Meisterschaft und beendete eine neunjährige Durststrecke. Am 21. Oktober 1999 zog er sich im Spiel gegen Olympique Lyon (UEFA-Pokal) einen schweren Schien- und Wadenbeinbruch zu, wodurch er monatelang ausfiel. 2001 gewann Larsson mit 37 Toren in 37 Spielen den Goldenen Schuh als bester Torjäger Europas. Für seine Verdienste um den Verein Celtic Glasgow wurde er mit dem Titel „Member of the Order of the British Empire“ ausgezeichnet. Zu seinem Abschied organisierte Celtic ein Freundschaftsspiel gegen den FC Sevilla.
2004 wechselte er zum FC Barcelona. Dort war er zwar häufig nur Ersatzspieler und oft verletzt, avancierte aber dennoch zu einem der Publikumslieblinge. Im Dezember 2005 teilte er allerdings mit, seinen Vertrag in Barcelona nicht verlängern zu wollen und im Sommer 2006 in seine Heimat nach Helsingborg zurückzukehren. Kurz vor seinem Abschied wurde er noch zu einem der Schlüsselspieler des Champions-League-Finales am 17. Mai 2006 in Paris: Nach seiner Einwechslung in der 61. Minute gab er zwei Torvorlagen, die vom 0:1 für Arsenal zum 2:1 und zum Titelgewinn für Barça führten.
Im Sommer 2006 kehrte Larsson nach Schweden zurück, wo er einen Vertrag bei seinem alten Club Helsingborgs IF unterschrieb. Von Januar bis Mitte März 2007 war er auf Leihbasis für Manchester United aktiv. Am 1. November 2009 beendete er seine Karriere als aktiver Fußballer bei Helsingborgs IF, lief aber im Juni 2013 noch einmal für seinen ersten Verein Högaborgs BK auf. Das Spiel gewann der Verein mit 4:2. Dabei spielte Larsson mit seinem Sohn Jordan zusammen.
Mit 52 geschossenen Europapokal-Toren gehört Larsson zu den zehn erfolgreichsten Torschützen im Europapokal-Wettbewerb.

### Nationalmannschaft

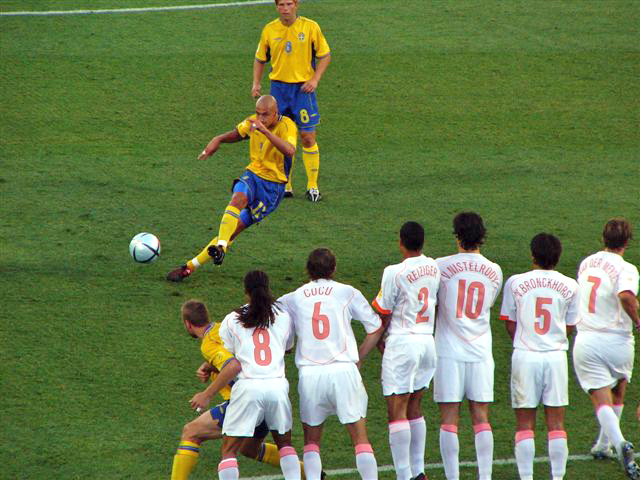
Henrik Larsson (beim Freistoß) im Viertelfinale der EURO 2004 gegen die Niederlande

Auch in der schwedischen Nationalmannschaft konnte man sich schon früh von der Effizienz in der Chancenverwertung des späteren Superstars überzeugen. Sein Debüt in der schwedischen Nationalmannschaft gab er 1993. Erstmals für Furore sorgte Larsson bei der Weltmeisterschaft 1994. Durch einen Treffer im Elfmeterschießen im Viertelfinale gegen Rumänien und ein Tor im Spiel um Platz 3 gegen Bulgarien hatte der Angreifer Anteil am hervorragenden dritten Platz der Schweden. Bereits in der Qualifikationsphase zur Fußball-Weltmeisterschaft 2002 verzeichnete Larsson acht Treffer und kam mit drei weiteren Toren bei der Endrunde auf insgesamt 24 Treffer in 73 Länderspielen.
Nach der Weltmeisterschaft 2002 hatte er zunächst seinen Rücktritt aus der Nationalmannschaft erklärt. Eine massive Kampagne schwedischer Medien (und angeblich auch eine entsprechende Äußerung seines Sohnes) führten jedoch 2004 zu seiner Rückkehr. Es folgten drei Treffer bei der Europameisterschaft 2004 und fünf weitere im Rahmen der WM-Qualifikation für 2006. Bei seiner letzten WM-Endrunde in Deutschland krönte er seine erfolgreiche WM-Bilanz mit einem Treffer gegen England. Im Achtelfinale gegen Deutschland verschoss er zudem einen Elfmeter, wodurch Schweden mit 0:2 schließlich ausschied. Nach der Fußball-Weltmeisterschaft 2006 erklärte er erneut seinen Rücktritt, wurde aber von Lars Lagerbäck zu einem Comeback für die Europameisterschaft 2008 überredet, wo er bis auf eine Auswechslung in der 87. Minute in allen drei Spielen durchspielte. Am 6. September machte er beim WM-Qualifikationsspiel gegen Albanien sein 100. Länderspiel. Nach dem Rücktritt von Freddie Ljungberg wurde er Kapitän der Schwedischen Nationalmannschaft. Für die Schwedische Nationalmannschaft stand er am 10. Oktober 2009 bei der 0:1-Niederlage in der WM-Qualifikation in Dänemark zum letzten Mal auf dem Platz.

## Karriere als Trainer

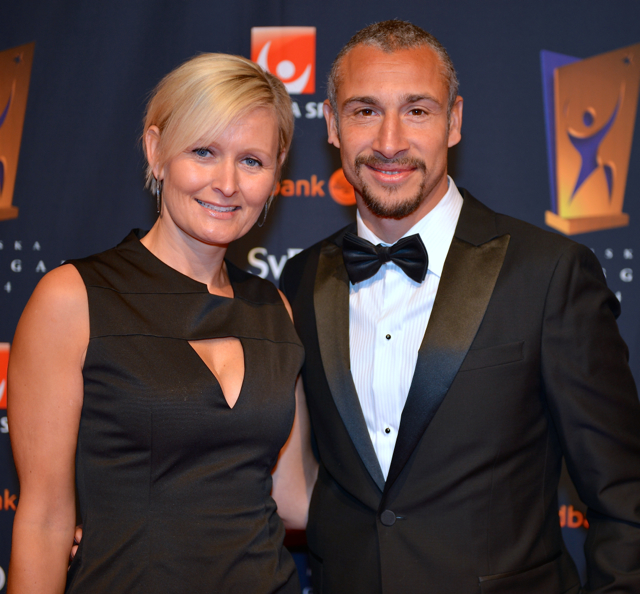
Henrik Larsson mit seiner Frau Magdalena beim Schwedischen Sportpreis (2014)

Larsson war ab der Saison 2010 Trainer des schwedischen Zweitligisten Landskrona BoIS. Nach einem fünften Tabellenplatz im ersten Jahr rutschte die Mannschaft in der Spielzeit 2011 ins hintere Mittelfeld ab. In der folgenden Saison platzierte sich die Mannschaft als Tabellensechste. Nach drei Saisons trennten sich der Verein und Larsson Ende 2012. Zur Weiterführung seiner Trainerausbildung gehörte er in der Spielzeit 2013 dem Trainerstab seines Jugendklubs Högaborgs BK an.
Am 5. Dezember 2013 übernahm Larsson den Trainerposten beim Erstligaaufsteiger Falkenbergs FF als Nachfolger von Aufstiegstrainer Hans Eklund, der Kalmar FF übernommen hatte. Er führte die Mannschaft in der Spielzeit 2014 zum Klassenerhalt, verlängerte seinen auslaufenden Vertrag aber nicht.
Mitte November 2014, wenige Tage nach Saisonende, verpflichtete ihn sein ehemaliger Verein Helsingborgs IF als neuen Manager nach englischem Vorbild. Dieses Engagement endete am 23. November 2016. Am 15. Juni 2019 gaben die Verantwortlichen des Vereins bekannt, dass Henrik Larsson erneut das Traineramt übernimmt, von welchem er bereits Ende August infolge verbaler Anfeindungen aus dem eigenen Fanlager wieder zurücktrat.
Zur Saison 2020/21 wurde Larsson beim FC Barcelona gemeinsam mit Alfred Schreuder Co-Trainer von Ronald Koeman. Ende Oktober 2021 wurde er gemeinsam mit Koeman und Schreuder entlassen.

## Erfolge
Als Nationalspieler
- Weltmeisterschafts-Dritter: 1994

Mit seinen Vereinen
- Niederländischer Pokal: 1993/94, 1994/95
- Schottische Meisterschaft: 1997/98, 2000/01, 2001/02, 2003/04
- Schottischer Pokal: 2000/01, 2003/04
- Schottischer Ligapokal: 1997/98, 1999/2000, 2000/01
- Spanische Meisterschaft: 2004/05, 2005/06
- Spanischer Supercup: 2005
- Copa Carranza: 2005
- UEFA Champions League: 2005/06
- Englische Meisterschaft: 2006/07
- Schwedischer Pokal: 2006

Auszeichnungen
- Schwedischer Spieler des Jahres: 1998 und 2004
- Golden Player Schwedens
- Goldener Schuh: 2001
- Member of the Order of the British Empire: 2006
- Schottlands Fußballer des Jahres Journalisten-Wahl: 1999, 2001
- Schottlands Fußballer des Jahres Spieler-Wahl: 1999, 2001
- Torschützenkönig der Schottischen Premier League: 1999, 2001, 2002, 2003, 2004
- Fußball-Europameisterschaft 2004: All-Star-Team

## Saisonübersicht
| Verein              | Liga             | Saison          | Liga   | Liga | Nat. Pokal | Nat. Pokal | Ligapokal | Ligapokal | Europapokal | Europapokal | Gesamt | Gesamt |
| Verein              | Liga             | Saison          | Spiele | Tore | Spiele     | Tore       | Spiele    | Tore      | Spiele      | Tore        | Spiele | Tore   |
| ------------------- | ---------------- | --------------- | ------ | ---- | ---------- | ---------- | --------- | --------- | ----------- | ----------- | ------ | ------ |
| Högaborgs BK        | Division 2       | 1989            | 21     | 1    | –          | –          | –         | –         | –           | –           | 21     | 1      |
| Högaborgs BK        | Division 2       | 1990            | 21     | 7    | –          | –          | –         | –         | –           | –           | 21     | 7      |
| Högaborgs BK        | Division 2       | 1991            | 22     | 15   | –          | –          | –         | –         | –           | –           | 22     | 15     |
| Gesamt              | Gesamt           | Gesamt          | 64     | 23   | –          | –          | –         | –         | –           | –           | 64     | 23     |
| Helsingborgs IF     | Superettan       | 1992            | 31     | 34   | –          | –          | –         | –         | –           | –           | 31     | 34     |
| Helsingborgs IF     | Allsvenskan      | 1993            | 25     | 16   | 5          | 1          | –         | –         | –           | –           | 30     | 17     |
| Gesamt              | Gesamt           | Gesamt          | 56     | 50   | 5          | 1          | –         | –         | –           | –           | 61     | 51     |
| Feyenoord Rotterdam | Eredivisie       | 1993/94         | 15     | 1    | 12         | 5          | –         | –         | –           | –           | 27     | 6      |
| Feyenoord Rotterdam | Eredivisie       | 1994/95         | 23     | 8    | 9          | 1          | –         | –         | 6           | 7           | 38     | 16     |
| Feyenoord Rotterdam | Eredivisie       | 1995/96         | 32     | 10   | 4          | 1          | –         | –         | 7           | 1           | 43     | 12     |
| Feyenoord Rotterdam | Eredivisie       | 1996/97         | 31     | 7    | 4          | 0          | –         | –         | 6           | 1           | 41     | 8      |
| Gesamt              | Gesamt           | Gesamt          | 101    | 26   | 29         | 7          | –         | –         | 19          | 9           | 149    | 42     |
| Celtic Glasgow      | Premier Division | 1997/98         | 35     | 16   | 4          | 0          | 5         | 3         | 2           | 0           | 46     | 19     |
| Celtic Glasgow      | SPL              | 1998/99         | 35     | 29   | 5          | 5          | –         | –         | 8           | 4           | 48     | 38     |
| Celtic Glasgow      | SPL              | 1999/00         | 9      | 7    | –          | –          | –         | –         | 4           | 5           | 13     | 12     |
| Celtic Glasgow      | SPL              | 2000/01         | 37     | 35   | 6          | 9          | 2         | 5         | 5           | 4           | 50     | 53     |
| Celtic Glasgow      | SPL              | 2001/02         | 33     | 29   | 3          | 2          | 1         | 0         | 10          | 4           | 47     | 35     |
| Celtic Glasgow      | SPL              | 2002/03         | 35     | 28   | 2          | 2          | 2         | 2         | 12          | 12          | 52     | 44     |
| Celtic Glasgow      | SPL              | 2003/04         | 37     | 30   | 5          | 5          | 1         | 0         | 15          | 6           | 58     | 41     |
| Gesamt              | Gesamt           | Gesamt          | 221    | 174  | 25         | 23         | 11        | 10        | 56          | 35          | 313    | 242    |
| FC Barcelona        | Primera División | 2004/05         | 12     | 3    | –          | –          | –         | –         | 4           | 1           | 16     | 4      |
| FC Barcelona        | Primera División | 2005/06         | 28     | 10   | 4          | 4          | –         | –         | 10          | 1           | 42     | 15     |
| Gesamt              | Gesamt           | Gesamt          | 40     | 13   | 4          | 4          | –         | –         | 14          | 2           | 58     | 19     |
| Helsingborgs IF     | Allsvenskan      | 2006            | 15     | 8    | 5          | 4          | –         | –         | –           | –           | 20     | 12     |
| Helsingborgs IF     | Allsvenskan      | 2007            | 22     | 9    | 1          | 0          | –         | –         | 9           | 9           | 32     | 18     |
| Helsingborgs IF     | Allsvenskan      | 2008            | 27     | 14   | 1          | 0          | –         | –         | 2           | 0           | 30     | 14     |
| Helsingborgs IF     | Allsvenskan      | 2009            | 20     | 7    | 1          | 0          | –         | –         | 4           | 3           | 25     | 10     |
| Gesamt              | Gesamt           | Gesamt          | 84     | 38   | 8          | 4          | –         | –         | 15          | 12          | 107    | 54     |
| Manchester United   | Premier League   | 2006/07         | 7      | 1    | 4          | 1          | –         | –         | 2           | 1           | 13     | 3      |
| Gesamt              | Gesamt           | Gesamt          | 7      | 1    | 4          | 1          | –         | –         | 2           | 1           | 13     | 3      |
| Råå IF              | Division 4       | 2012            | 1      | 0    | –          | –          | –         | –         | –           | –           | 1      | 0      |
| Gesamt              | Gesamt           | Gesamt          | 1      | 0    | –          | –          | –         | –         | –           | –           | 1      | 0      |
| Högaborgs BK        | Division 2       | 2013            | 2      | 0    | –          | –          | –         | –         | –           | –           | 2      | 0      |
| Gesamt              | Gesamt           | Gesamt          | 2      | 0    | –          | –          | –         | –         | –           | –           | 2      | 0      |
| Karriere Gesamt     | Karriere Gesamt  | Karriere Gesamt | 576    | 325  | 75         | 36         | 11        | 10        | 106         | 59          | 768    | 430    |